# كادشمان إنليل الأول
كادشمان إنليل الأول وهو ملك كاشي على بابل حكم من 1374-1360 ق م ورث الحكم من أبيه كوريغالزو الأول وعرف هذا الملك بعلاقاته التجارية مع الفرعون المصري أمنحتب الثالث، حيث ورد إسمه في رسائل تل العمارنة في مصر، بعد أن مات خلفه في الحكم بورنا بورياش الثاني.